# Jackson County, South Dakota
Jackson County är ett administrativt område i delstaten South Dakota, USA, med 3 031 invånare. Den administrativa huvudorten (county seat) är Kadoka. 
Countyt har fått sitt namn efter general Andrew Jackson som var USA:s sjunde president 1829-1837 som hade besegrat britterna i slaget vid New Orleans den 8 januari 1815.
Badlands nationalpark ligger i countyt. 

## Geografi
Enligt United States Census Bureau så har countyt en total area på 4 846 km². 4 841 km² av den arean är land och 5 km² är vatten. 

### Angränsande countyn
- Haakon County, South Dakota - nord
- Jones County, South Dakota - nordost
- Mellette County, South Dakota - öst
- Bennett County, South Dakota - syd
- Shannon County, South Dakota - sydväst
- Pennington County, South Dakota - nordväst